# Johan Alander
Johan Alander, tidigare Olofsson,  född 11 juni 1987 i Hammerdal, är en svensk rappare, författare, låtskrivare, krönikör, föreläsare och bloggare.
Johan Alander växte upp under besvärliga familjeförhållanden. I tidig ålder upptäckte han hiphopkulturen och började skriva låtar. Under artistnamnet Sober spelade han in sina första låtar, vilket sedan ledde till ett samarbete med rapparen "Mickelito" (Mikael "Majk" Jutbo) och startade gruppen Ismen (We don't give a fuck Ismen). Gruppen utvecklades och uppmärksammades mer och mer under åren de bodde i Stockholm.
År 2011 startades gruppen Fuck you pay me tillsammans med rapparen Rikard De Bruin (RMK) och sångerskan Maja Wahlén & Eros Lila ( Drivingforce Records ) som stod för mixning & mastring.
År 2011 släpptes den kombinerade boken/skivan Punkt på Jengel Förlag, en utlämnande och känslosam självbiografi om livet som maskrosbarn och blivande rapstjärna.